# Domani m'impiccheranno
Domani m'impiccheranno (Good Day for a Hanging) è un film del 1959 diretto da Nathan Juran.
È un western statunitense con Fred MacMurray, Margaret Hayes e Robert Vaughn. È basato sul racconto breve del 1956 The Reluctant Hangman di John H. Reese.

## Produzione
Il film, diretto da Nathan Juran su una sceneggiatura di Daniel B. Ullman e Maurice Zimm e un soggetto di JohnH. Reese, fu prodotto da Charles H. Schneer per la Morningside Productions e girato dal 4 al 24 giugno 1958.

## Distribuzione
Il film fu distribuito con il titolo Good Day for a Hanging negli Stati Uniti nel gennaio 1959 al cinema dalla Columbia Pictures.
Altre distribuzioni:
- in Svezia il 18 maggio 1959 (Dömd att hängas)
- in Finlandia il 12 giugno 1959 (Kuoleman silmukka)
- in Germania Ovest il 24 luglio 1959 (Der Henker wartet schon)
- in Austria nel settembre del 1959
- in Danimarca il 28 maggio 1962 (Vestens hårde lov)
- in Brasile (A Dois Passos da Forca)
- in Spagna (Un buen día para una ejecución)
- in Grecia (Brosta stin aghoni)
- in Italia (Domani m'impiccheranno)
- in Portogallo (A dois passos da forca)

## Promozione
Le tagline sono:
- HANGING'S TOO GOOD FOR A RAT LIKE THIS!
- Bloody, blistering violence as a baby-face goon explodes against the girl who loves him...while the mob stands ready to tear out his guts before the law can hang him!
- The Brutal SHOCKER that OUTSHOCKS Them All!
- The Kid Could Kill You... With a Smile!
- Even when he kissed her... he held a gun!